# Takehiro Sakamoto
Takehiro Sakamoto (jap. 坂本豪大 Sakamoto Takehiro; ur. 16 listopada 1976 w Sapporo) – japoński narciarz dowolny. Zajął 30. miejsce w jeździe po muldach na igrzyskach olimpijskich w Nagano. Nigdy nie startował na mistrzostwach świata. Najlepsze wyniki w Pucharze Świata osiągnął w sezonie 1998/1999, kiedy to zajął 65. miejsce w klasyfikacji generalnej.
W 2002 r. zakończył karierę.

## Sukcesy

### Igrzyska olimpijskie
| Miejsce | Dzień     | Rok  | Miejscowość | Konkurencja      | Zwycięzca     |
| ------- | --------- | ---- | ----------- | ---------------- | ------------- |
| 30.     | 11 lutego | 1998 | Nagano      | Jazda po muldach | Jonny Moseley |

### Puchar Świata

#### Miejsca w klasyfikacji generalnej
- 1995/1996 – 85.
- 1996/1997 – 107.
- 1997/1998 – 95.
- 1998/1999 – 65.

#### Miejsca na podium
1. Hasliberg – 23 marca 1996 (Jazda po muldach) – 2. miejsce
2. Hasliberg – 23 marca 1996 (Jazda po muldach) – 1. miejsce

- W sumie 1 zwycięstwo i 1 drugie miejsce.